# حظر تجاري
الحظر التجاري (بالإنجليزية: Trade Embergo) هو منع دولة ما من شراء سلع من دولة أخرى ما لم يتم استيفاء معايير معينة أو اتباع شروط محددة، مثل معايير العمل والمعايير البيئية. وهو عكس التفضيل التجاري. ومن الأمثلة على ذلك حظر السلع المنتجة من العمل الجبري.